# Conselho Nacional do Esporte
O Conselho Nacional do Esporte - CNE é um órgão administrativo colegiado do Brasil que integra o Sistema Brasileiro de Desporto, tendo por objetivo buscar o desenvolvimento de programas que promovam a massificação planejada da atividade física para toda a população, bem como a melhora do padrão de organização, gestão, qualidade e transparência do desporto nacional que foi criado pelo Decreto federal n. 4.201/2002. Trata-se de uma entidade voltada para a regulação do esporte no país.

## História
Tendo como antecedentes históricos no Conselho Nacional de Desportos (CND), colegiado que existiu entre a década de 1970 a 1993, o Conselho Nacional do Esporte foi criado em 18 de abril de 2002, durante o segundo mandato da presidência de Fernando Henrique Cardoso, na gestão de Caio Cibella de Carvalho como ministro do Esporte e Turismo.
Em 2005, o CNE contribuiu para as políticas públicas do esporte ao aprovar a Política Nacional do Esporte que havia sido construída no ano anterior pela 1º Conferência Nacional do Esporte que ocorreu sob a gestão do ministro Agnelo Queiroz, titular do Ministério do Esporte na época durante o primeiro mandato do presidente Luiz Inácio Lula da Silva.

## Estrutura administrativa
Tendo feito parte da estrutura do Ministério do Turismo e do Ministério do Esporte, atualmente o CNE é um colegiado composto por 22 conselheiros, representando o Governo, atletas e entidades desportivas, que integra a estrutura administrativa do Ministério da Cidadania.

## Lista de Presidentes do CNE
- (2002-2003) - Caio Cibella de Carvalho
- (2003-2006) - Agnelo Queiroz
- (2006-2011) - Orlando Silva
- (2011-2015) - Aldo Rebelo
- (2015-2016) - George Hilton
- (2016-2016) - Ricardo Leyser
- (2016-2018) - Leonardo Picciani
- (2018-2019) - Leandro Cruz Fróes da Silva
- (2019-2020) - Osmar Terra
- (2020-2021) - Onyx Lorenzoni
- (2021-2022) - João Roma
- (2022-2022) - Ronaldo Vieira Bento
- (2023-atualidade) - Ana Moser